# Charles Magaud
Charles Magaud, né le 11 avril 1918 aux Sables-d'Olonne et mort le 26 mai 1989 à Paris, est un homme politique français.

## Biographie
Succédant à Aimée Batier comme suppléant de Roger Frey aux élections législatives de 1968 et de 1973, Charles Magaud siège par deux fois à l'Assemblée nationale, la première fois sur la totalité de la 4e législature en raison des fonctions de ministre de Roger Frey, la seconde fois lorsque ce dernier est nommé président du Conseil constitutionnel. Il est aussi élu au Conseil de Paris en 1971.
En août 1984, il est nommé par le Conseil des ministres au Conseil économique et social, en tant que personnalité qualifiée dans le domaine économique, social, scientifique ou culturel.